# Никола Краповић
Никола Краповић је југословенски и црногорски филмски продуцент. У периоду од 1980. до средине 2000их година био је руководећи кадар јединог филмског предузећа у Црној Гори за промет, производњу и дистрибуцију филма Зета филм Будва.

## Продукција филмова
| Год.            | Назив                   | Улога     |
| --------------- | ----------------------- | --------- |
| 1980-е \|1990-е |                         |           |
| 1980.           | Которски морнари        | продуцент |
| 1982.           | 13. јул (филм)          | продуцент |
| 1984.           | Чудо невиђено           | продуцент |
| 1985.           | Дечак је ишао за сунцем | продуцент |
| 1986.           | Добровољци              | продуцент |
| 1987.           | У име народа            | продуцент |
| 1989.           | Искушавање ђавола       | продуцент |
| 1992.           | Преци и потомци         | продуцент |